# Klomino
Klomino (biał. Клёміна; ros. Клёмино) – wieś  na Białorusi, w obwodzie witebskim, w rejonie miorskim, w sielsowiecie Uźmiony.

## Historia
W czasach zaborów wieś w gminie Leonpol, w powiecie dzisieńskim, w guberni wileńskiej Imperium Rosyjskiego.
W latach 1921–1945 kolonia leżała w Polsce, w województwie wileńskim, w powiecie dziśnieńskim (od 1926 w powiecie brasławskim), w gminie Leonpol.
W 1931 w 19 domach zamieszkiwało 91 osób.
W okresie wojny polsko-bolszewickiej pod wsią toczyły się walki grupy ppłk. Jerzego Sawy-Sawickiego ze zgrupowaniem uderzeniowym sowieckiej 4 Armii Jewgienija Siergiejewa.
W wyniku napaści ZSRR na Polskę we wrześniu 1939 miejscowość znalazła się pod okupacją sowiecką. 2 listopada została włączona do Białoruskiej SRR. Od czerwca 1941 roku pod okupacją niemiecką. W 1944 miejscowość została ponownie zajęta przez wojska sowieckie i włączona do Białoruskiej SRR.
Od 1991 w składzie niepodległej Białorusi.